# Monòlit de Kurkh

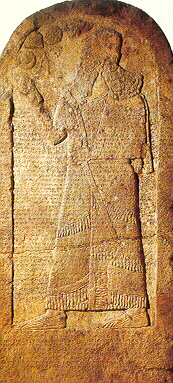
Monòlit de Kurkh

El monòlit de Karkh fou una estela del rei Teglatfalassar III trobada a Karkh que relata la batalla de Qarqar. Es troba avui dia al Museu Britànic i fou trobada al poble kurd de Kurkh (potser derivat del nom assiri regional de Qurkhi) a Turquia (en turc Üçtepe), proper a Bismil a la província de Diyarbakır. Té 2,20 metres d'alt. Relata també el regnat del rei però es salta el cinquè any.
Algunes denominacions de territoris al monòlit són incertes: Gu-a-a ha estat assenyalat com a Que, però podria ser un error per Gu-bal-a-a (Gubalaa = Biblos); el Musri que esmenta no és clar que encara fos independent a l'any de la batalla (854 aC) i alguns historiadors pensen que podria ser Egipte. També parla de l'aliança dels 12 reis però només n'esmenta 11, encara que hi ha una part damnada que podria assenyalar al que manca, o que quan esmenta a Ba'sa de Bit-Ruhubi, l'ammonita, s'hauria empassat un rei, i es tractaria de dos estats, el de Bit-Ruhubi (Beth-Rehob, a Transjordània) i el d'Ammon (però les aliances de dotze són les més corrents a la literatura mesopotàmica i el copista s'hauria guiat per la tradició i no pel nombre real de reis, que de fet serien 11). Al monòlit s'esmenten per primer cop els àrabs que aportaven un contingent de dromedaris manat pel rei Gindibu.

## Nota
1. ↑  Herbert B. Huffmon, Jezebel, the 'Corrosive' Queen a From Babel to Babylon: Essays on Biblical History And Literature in Honor of Brian Peckham, 2006, ISBN 978-0-567-02892-1, a Google Llibres